# Ferdinand Lemkuhl
Ferdinand Lemkuhl (* 1823; † im 20. Jahrhundert) war Ingenieur-Technologe und Architekt.
Von 1880 bis 1889 arbeitete er als Ingenieur-Technologe in der Stadtduma von Baku. Er war am Bau verschiedener Gebäude in Baku beteiligt. Sein erstes Projekt im Jahr 1880 war der Entwurf der „Sonnenuhr“. Seine Hauptprojekte waren niedrige Wohngebäude, die in dieser Zeit hauptsächlich in Vierteln wie Kubinka, Ganly-Tapa, Dagustu, Chamberakend und in der Innenstadt errichtet wurden. Im Jahr 1883 überwachte er den Bau des Tagiyev-Theaters, das vom Architekten Khrisanf Vasilyev entworfen wurde. 1909 wurde er Architekt der im römisch-gotischen Stil erbauten lutherischen Kirche in Annenfeld gefördert von Johann Beppl und Johann Bek.